# I. e. 90-es évek
Évszázadok: i. e. 2. század – i. e. 1. század – 1. század
Évtizedek: i. e. 140-es évek – i. e. 130-as évek – i. e. 120-as évek – i. e. 110-es évek – i. e. 100-as évek – i. e. 90-es évek – i. e. 80-as évek – i. e. 70-es évek – i. e. 60-as évek – i. e. 50-es évek – i. e. 40-es évek
Évek: i. e. 99 – i. e. 98 – i. e. 97 – i. e. 96 – i. e. 95 – i. e. 94 – i. e. 93 – i. e. 92 – i. e. 91 – i. e. 90